# Janvier 1946
Cette page présente les faits marquants du mois de janvier 1946.

## Événements
- Une révolte dans la ville de León, au centre du Mexique, fait plus de vingt morts après la proclamation des résultats des élections communales.
- La Grande-Bretagne accepte l’ouverture de négociations en vue de son retrait d'Égypte.
- Janvier - mai, puis 1947 : échec des conférences américano-soviétiques pour l’unification de la Corée[1] (1946 et 1947).
- Janvier - avril : commission Bevin (chef de la diplomatie britannique) sur le sort des Juifs d’Europe. Elle conclut à la nécessité du Mandat ou à la tutelle de l’ONU en Palestine. Elle propose l’annulation des principales résolutions du Livre blanc de 1939, dont les quotas à l’immigration, et estime qu’il faut favoriser le développement économique pour que les Arabes rattrapent le niveau de vie des Juifs. Le rapport est rejeté par les deux parties. La tension monte entre Washington et Londres durant l’été en raison du refus britannique de favoriser l’immigration juive d’Europe.

- 1er janvier : 
  - l’empereur du Japon Hirohito renonce à son ascendance divine;
  - la Thaïlande conclut un traité avec le Royaume-Uni et l’Inde par lequel elle renonce, entre autres, à ses prétentions sur les territoires malais qui lui avaient été cédés pendant la guerre[2]. Les relations diplomatiques du pays avec les États-Unis sont renouées le même mois.
  - URSS : début du IVe plan quadriennal.
  - Grande-Bretagne : ouverture de l'Établissement de recherche atomique d'Harwell.
- 2 janvier : 
  - Exécution de Theodore Schurch, soldat britannique convaincu d'espionnage au profit de l'Italie et de l'Allemagne.
  - Sept soldats britanniques meurent lors de l'explosion de wagons de munitions près de Marlborough.
- 3 janvier :
  - France : création du Commissariat général au Plan et présentation du Plan Monnet.
  - Le communiste Władysław Gomułka est nommé Ministre des territoires libérés, un poste créé pour l'administration des territoires cédés par l'Allemagne.
  - Exécution de William Joyce, speaker anglophone de la radio allemande pendant la guerre.
- 5 janvier : signature d’un traité d’aide mutuelle entre la Chine et l’Union soviétique et reconnaissance de l’existence de la Mongolie-Extérieure par la Chine. Le commerce et les relations sont rétablis entre les deux nations. La rupture sino-soviétique de la fin des années 1950 y met un terme.
- 6 janvier : assassinat au Caire d'Amin Osman pacha, ancien Ministre des finances égyptien.
- 7 janvier : retour des Français au Cambodge. Norodom Sihanouk se contente de l’autonomie interne. Il instaure un régime constitutionnel (1947), mais garde le pouvoir.
- 10 janvier : 
  - ouverture de la première Assemblée générale des Nations unies à Londres[3].
  - Un hélicoptère Sikorsky R-5 de l'armée américain établit un record officieux à Stratford (Connecticut), en atteignant une altitude de 6 400 m.
- 11 janvier : 
  - Soulèvement en Haïti contre le président Élie Lescot, qui abandonne le pouvoir sous la pression des militaires.
  - Proclamation de la République populaire d’Albanie, qui sera dirigée par Enver Hoxha.
- 13 janvier (Chine) : signature en présence d’un représentant américain d’un accord entre Kuomintang et communistes sur la cessation des hostilités et l’évacuation de la Mandchourie par les communistes.
- 14 janvier : grève générale à Dakar[4].

- 15 janvier : les alpinistes autrichiens Heinrich Harrer et Peter Aufschnaiter, évadés d’un camp de prisonniers en Inde, parviennent à Lhassa après avoir traversé l’Himalaya. Ils y rencontrent le jeune dalaï-lama et gagnent sa confiance.
- 17 janvier : le Tanganyika et le Cameroun britannique passent sous tutelle de l´ONU, sous pression des États-Unis qui préparent la décolonisation après la Seconde Guerre mondiale. Le but des Américains étant d´éviter que les colonies deviennent des États communistes[5].

- 19 janvier :
  - France : démission du général de Gaulle, alors président du Gouvernement provisoire de la République française du fait de son opposition au « régime des partis ». Le 20 janvier, Fin du gouvernement Charles de Gaulle (2).
  - Création du Tribunal militaire international pour l'Extrême-Orient (tribunal de Tokyo). Il juge 5000 inculpés et prononce 900 condamnations à mort (3 mai 1946-12 novembre 1948).
  - Premier vol non propulsé du Bell X-1, largué depuis un Boeing B-29 Superfortress.
- 20 janvier : le président Harry Truman fonde le Central Intelligence Group qui deviendra la CIA.
- 22 janvier : éphémère république kurde de Mahabad (fin en avril 1947).
- 23 janvier, France : charte du tripartisme entre le PCF (communistes), la SFIO (socialistes) et le MRP (démocrates-chrétiens).
- 26 janvier, France : début du gouvernement Félix Gouin, Président du GPRF tripartiste, jusqu'au 12 juin. Le gouvernement n’intervient pas dans l’élaboration de la Constitution.
- 28 janvier : le Royaume-Uni remet à la France le contrôle militaire du Sud Vietnam
- 30 janvier : proclamation de la République de Hongrie, qui succède à la régence officiellement en place depuis 1920.
- 31 janvier : première Constitution Yougoslave promulguée par l’Assemblée constituante. Calquée sur la Constitution soviétique de 1936, elle proclame en droit l’égalité de tous les peuples constituant la république, sans distinction de nationalité, de race ou de religion. L’Assemblée constituante se réorganise en Parlement national.

## Naissances
- 1er janvier : Rossana Martini, actrice italienne.
- 3 janvier : Marie-Christine Helgerson , auteure française
- 3 janvier : John Paul Jones, musicien britannique, bassiste du groupe Led Zeppelin.
- 5 janvier : Diane Keaton, actrice américaine.
- 6 janvier : Syd Barrett, musicien et peintre britannique membre fondateur des Pink Floyd († 7 juillet 2006).
- 8 janvier : Miguel Ángel Félix Gallardo, narcotrafiquant mexicain.
- 10 janvier :
  - Georges Beller, acteur et animateur de télévision français.
  - Manolo Martínez, matador mexicain († 16 août 1996).
- 11 janvier : 
  - Gérard Chaillou, acteur français († 2 août 2025).
  - Lou Deprijck, interprète, compositeur et producteur belge  († 19 septembre 2023).
- 12 janvier : 
  - Ryszard Szurkowski, cycliste polonais († 1er février 2021).
  - Seán Keane, violoniste irlandais professeur de fiddle († 7 mai 2023).
- 16 janvier : 
  - Michael L. Coats, astronaute américain.
  - Jean-Pierre Bouyxou, critique, scénariste et réalisateur français.
- 18 janvier : Joseph Deiss, homme politique et conseiller fédéral suisse.
- 19 janvier : Dolly Parton, chanteuse country américaine.
- 20 janvier : David Lynch, réalisateur américain († janvier 2025).
- 25 janvier : Marie-Paule Belle, chanteuse et pianiste française.
- 26 janvier : Michel Delpech, auteur-compositeur-interprète et acteur français.
- 23 janvier : Silvia Monti, actrice italienne.
- 30 janvier :  Christophe Pierre, évêque catholique français, nonce apostolique en Haïti, Ouganda (en), au Mexique (en) puis aux États-Unis.

## Décès
- 21 janvier : Raphaël Duflos, acteur français (° 30 janvier 1858)
- 26 janvier : René-Xavier Prinet, peintre français (° 31 décembre 1861)
- 30 janvier : Maryse Hilsz, aviatrice française (° 7 mars 1901)
- 31 janvier : Hans Loritz, officier SS et commandant de camps de concentration nazi (° 21 décembre 1895)